# Warbringer
Warbringer es una banda estadounidense de thrash metal formada en 2004. Century Media Records firmó con Warbringer después de que los vieran tocar en un show en Los Ángeles.

## Historia

### Formación y primeros lanzamientos (2004-2007)
La banda fue fundada en 2004 cuando John Laux conoció a Victor Mikhaltsevich en la preparatoria. Compartieron un fuerte interés por el metal y comenzaron a componer canciones instrumentales. Finalmente Victor presentó a John Kevill como el nuevo vocalista y de inmediato una fuerte asociación creativa se fue forjando. Originalmente se llamaron Onslaught pero cambiaron su nombre después de saber que había una banda con el mismo nombre, pero ninguna canción fue grabada durante el periodo que usaron ese nombre. Después reclutaron a Andy Laux como bajista y a Evan Reiter como baterista. Unas semanas más tarde Evan abandonó la banda y fue reemplazado por Adam Carroll quien Kevill había conocido como guitarrista en una banda local en un show de metal church.

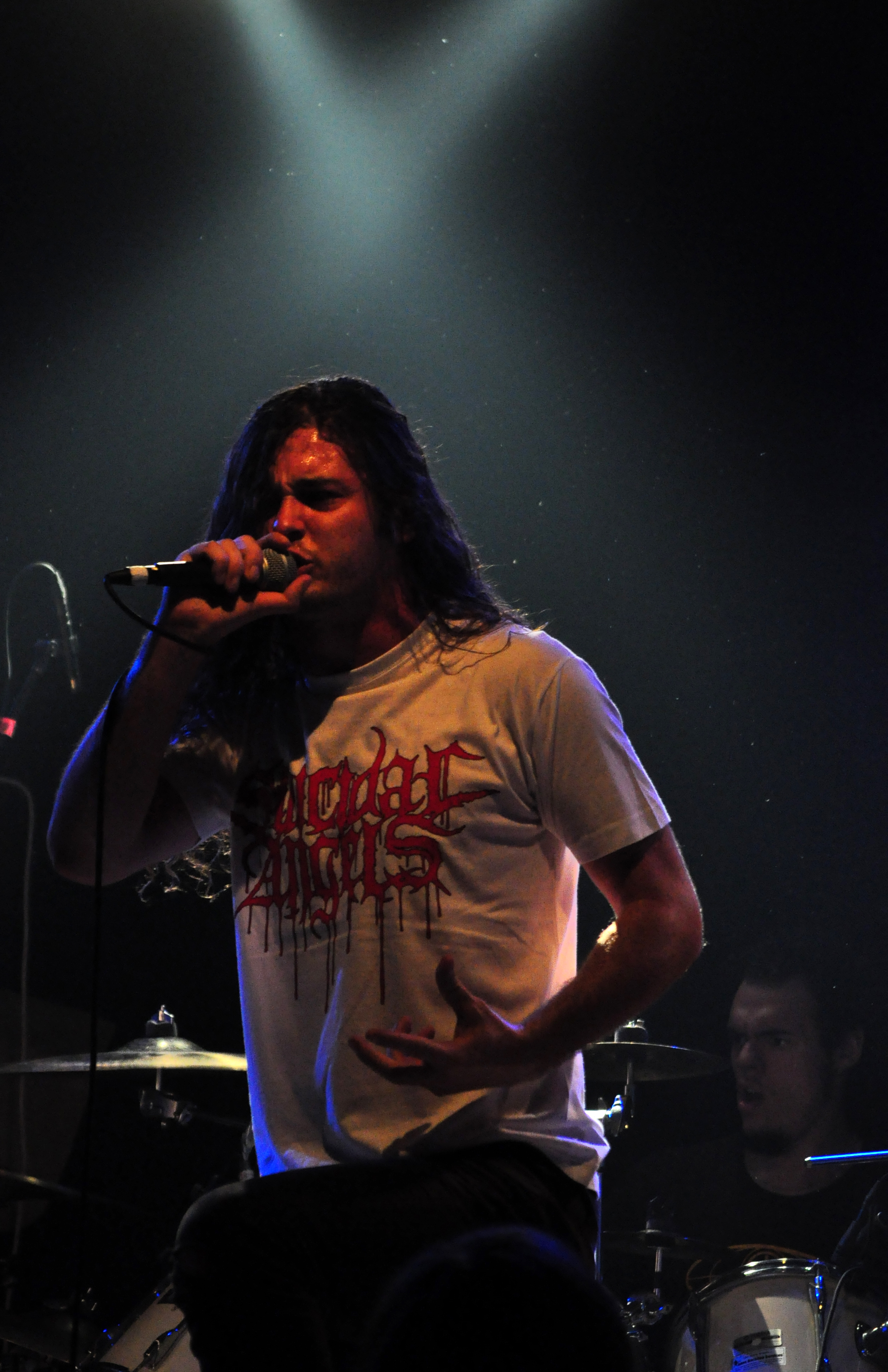
John Kevill (2012)

### War Without End(2007-presente)
Warbringer entró al estudio con Bill Metoyer (Slayer, D.R.I, W.A.S.P) como ellos produjeron y arreglaron. En 2008 War Without End.
Salió a la venta Warbringer estaba en la línea del primer nacional tour abriendo para Exodus en enero seguidos por otro stateside tour abriendo para Nile. Andy Laux decidió finalizar su senior año en la preparatoria antes de ir con la banda y preguntar a Ben Bennett que lo reemplaze en el bajo duties hasta que se graduara.

## Miembros
| Miembros actuales - John Kevill – vocals (2004–present) - Chase Becker – guitar (2016-present) - Adam Carroll – guitar (2004–2012, 2013-present) - Chase Bryant - bass (2018-present) - Carlos Cruz – drums (2011–2013, 2015-present) | Miembros anteriores - Jessie Sanchez - bass (2016-2018) - John Laux – guitar (2004–2014) - Alex Malmquist - bass (2014-2015) - Ryan Bates – drums (2004–2008) - Jeff Potts – guitar (2012) - Ben Bennet – bass (2008–2009) - Nic Ritter – drums (2008–2011) - Andy Laux – bass (2004–2008, 2009–2012) - Andrew Bennett – guitar (2012) - Carlos Cruz – drums (2011–2013) - Ben Mottsman – bass (2012) |

## Discografía

### Álbumes de estudio
- War Without End (2008)
- Waking into Nightmares (2009)
- Worlds Torn Asunder (2011)
- IV: Empires Collapse (2013)
- Woe To The Vanquished (2017)
- Weapons of Tomorrow (2020)

### EP
- One By One, the Wicked Fall (2006)

### Demos
- Born of the Ruins (2005)

### Compilaciones
- Thrashing Like a Maniac (2007)

## Videografía
- "Combat Shock (2008)
- "At the Crack of Doom" (2008)
- "Severed Reality" (2009)
- "Shattered Like Glass" (2011)
- "Future Ages Gone" (2012)
- "Hunter-Seeker" (2013)
- "Black Sun, Black Moon" (2013)
- "Silhouettes" (2017)
- "Remain Violent" (2017)